# Высшее образование в Иране

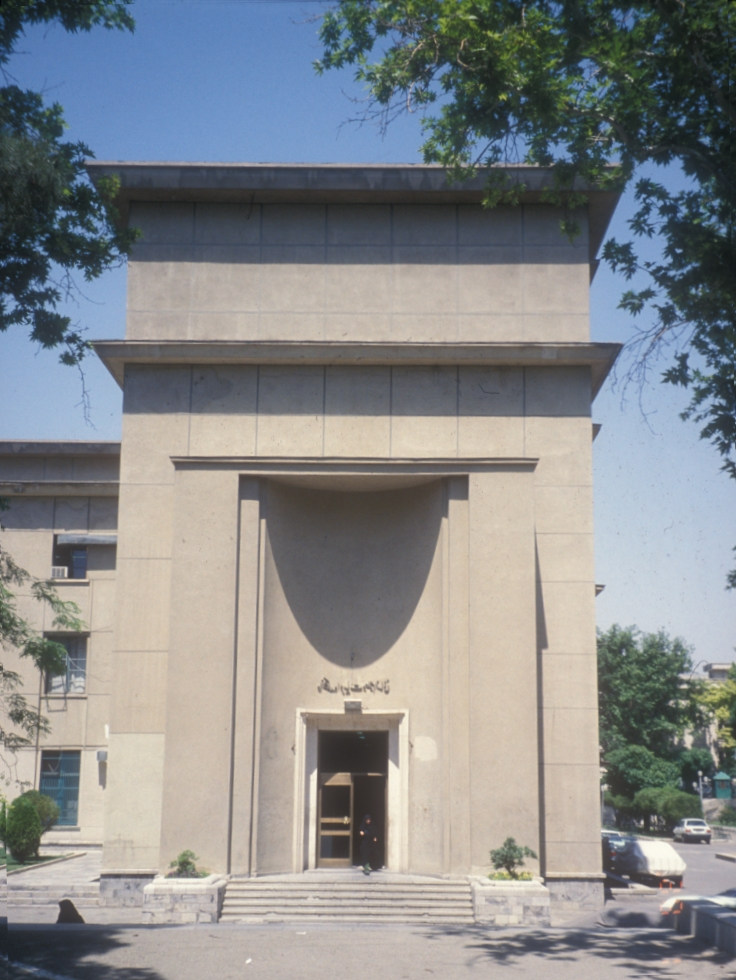
Гуманитарный колледж Тегеранского университета

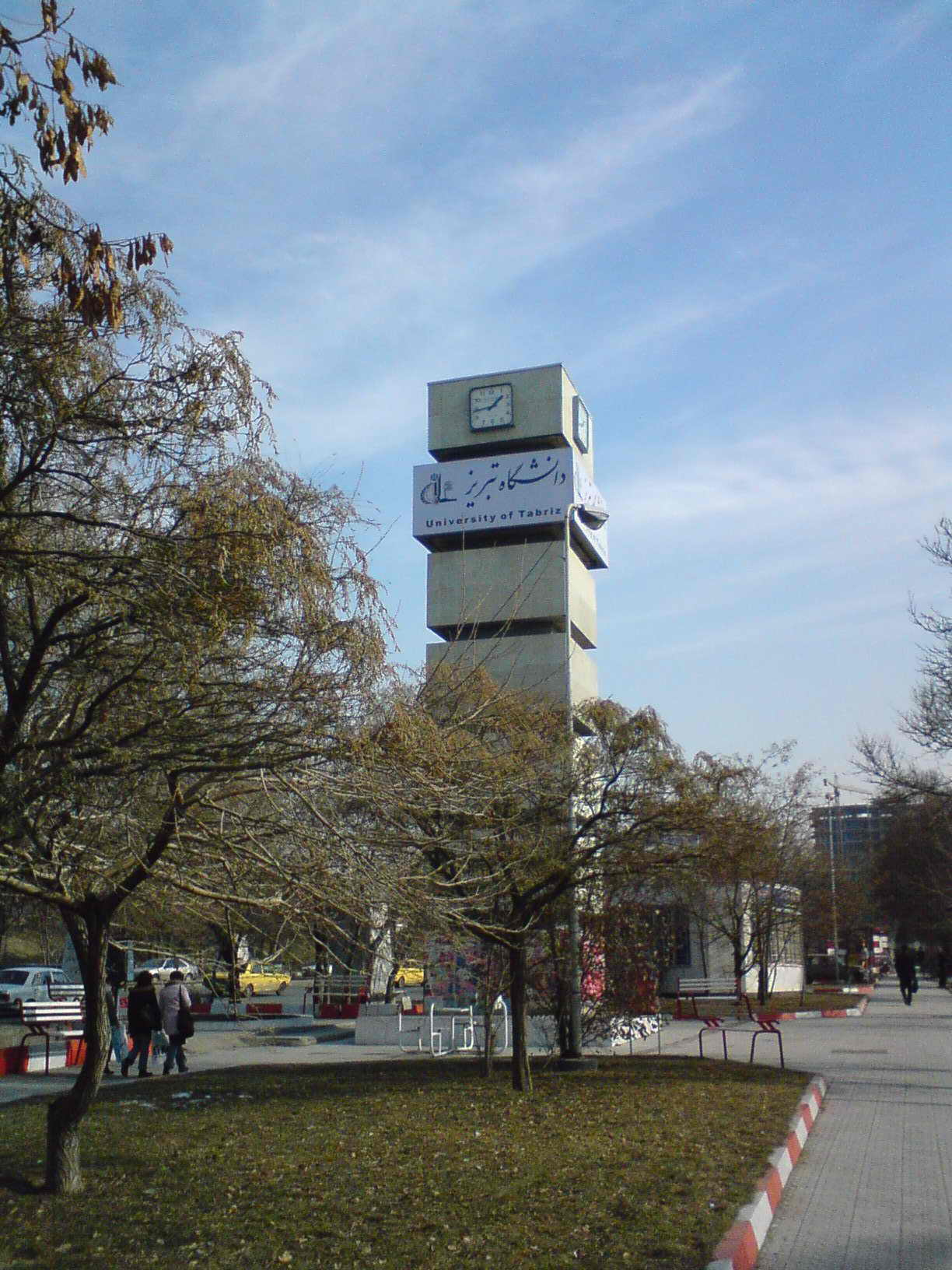
Тебризский университет

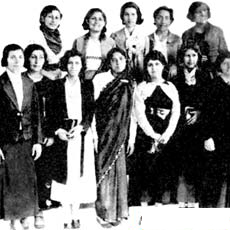
Первый женский университет, открытый в Иране

Иран имеет большую сеть частных и общественных университетов, предлагающих степени в области высшего образования (перс. آموزش عالی در ایران‎). Государственные университеты Ирана находятся в непосредственном подчинении иранского Министерства науки, исследований и технологий (для немедицинских вузов) и Министерства здравоохранения и медицинского образования (для медицинских вузов). Согласно статье 3 Конституции Исламской Республики Иран, Иран гарантирует "бесплатное образование и физическую подготовку для всех на всех уровнях, а также содействие и расширение высшего образования".

## Краткая история
Высшее образование в динамично развивающейся ирано-мусульманской культуре имеет богатое прошлое. Амир-Кабир был первым, кто отправил иранских студентов за границу. Кроме того, создав в 1851 г. Дар ул-Фунун, он пригласил в качестве преподавателей технических факультетов этого учреждения иностранных специалистов. Тегеранский, а также ряд других университетов и учреждений высшего образования были сформированы уже после образования Дар ул-Фунун. С принятием в 1934 г. закона, разрешающего создание в Тегеране университета, Тегеранский университет был признан основным центром высшего образования в Иране. В феврале 1967 г. было создано Министерство культуры и высшего образования.
Уже после победы Исламской революции в апреле 1980 г. Революционным советом был одобрен проект закона о создании Высшего совета по культуре и высшему образованию. Вслед за этим по требованию революционного студенчества приказом Великого лидера исламской революции  Имама Хомейни был сформирован Штаб культурной революции, имеющий целью масштабное развитие сети университетов в стране. Этот штаб взял на себя ведущую роль в деле выработки политики страны в сфере культуры и образования.
В августе 1985 г. с принятием закона «О создании Министерства здравоохранения и медицинского образования» все прерогативы, обязанности и зоны ответственности Министерства культуры и высшего образования в области медицинского образования были переданы новому министерству. 22 апреля 2000 г. Министерство культуры и высшего образования было переименовано в Министерство науки, исследований и технологий Ирана.

## Руководящие органы системы высшего образования Ирана
А. Высший совет культурной революции
Важнейшие обязанности  Высшего совета культурной революции как верховного органа, отвечающего за выработку стратегий и планирование в сфере высшего образования, заключаются в следующем:
1. Расширение влияния культуры ислама в различных слоях общества, укрепление основ культурной революции и повышение общего уровня культуры.
2. Развитие университетов и школ, а также центров культуры и искусства на базе правильной исламской культуры, увеличение числа и поддержка грамотных специалистов, квалифицированной рабочей силы, преданных делу ислама и независимости преподавателей, наставников и учителей.
3. Популяризация грамотности, а также использование полезных достижений и мирового опыта для достижения независимости в области науки и культуры.
4. Сохранение, возрождение и презентация памятников исламского и национального наследия.

Б. Министерство культуры и высшего образования Ирана (Министерство науки, исследований и технологий)
Министерство культуры и высшего образования было создано 8 марта 1979 г. в результате слияния Министерства науки и высшего образования и Министерства культуры и искусства. В соответствии с законом, основные обязанности Министерства культуры и высшего образования состоят в следующем:
1. Постановка базовых задач, предложение общих стратегий и планирование на всех уровнях сфер образования и научных исследований, а также обеспечение согласования между ними.
2. Определение общих принципов составления образовательных и исследовательских университетских программ.
3. Определение базовых критериев для образовательной и исследовательской деятельности университетов, учреждений высшего образования и научно-исследовательских институтов.
4. Выработка общих стратегий по отправке студентов за границу, организация и контроль процесса отправки, обучения, возвращения и трудоустройства студентов, самостоятельно или по направлению учебного заведения выезжающих за пределы страны для продолжения обучения.
5. Определение критериев для научной оценки дипломов и исследовательской деятельности зарубежных университетов и научных учреждений.
6. Создание, выдача разрешений на создание, оснащение и развитие любого рода учреждений высшего образования и исследовательских институтов, а также приостановка деятельности или ликвидация любого из них с одобрения Совета по распространению высшего образования.

В. Университеты и учреждения высшего образования

Университеты, учреждения высшего образования и научно-исследовательские институты управляются советами попечителей. На основании закона от 14 марта 1989 г., Высший совет культурной революции формирует советы попечителей университетов и учреждений высшего образования в следующем составе:
1. Министр.
2. Ректор университета.
3. 4—6 деятелей науки и культуры или общественных деятелей местного или общенационального масштаба, играющих заметную роль в развитии соответствующего университета.
4. Руководитель или представитель руководителя Организации бюджетного планирования. Руководство советом попечителей университета возлагается на министра культуры и высшего образования или на министра здравоохранения и медицинского образования. Секретарём совета попечителей является ректор университета.

## Направления в системе высшего образования Ирана
Образовательные центры, действующие в системе высшего образования Ирана, относятся к следующим направлениям:
А. Государственный сектор.
В настоящее время под эгидой Министерства науки, исследований и технологий действуют 54 университета и учреждения высшего образования. Министерство отвечает за выработку стратегий, планирование, руководство учебным процессом, надзор и аттестацию, выдачу разрешений на создание и расширение, а также выбор учебных курсов и направлений этих учреждений.

Помимо упомянутых университетов и учреждений высшего образования с целью усиления профессионально-технического образования, а также воспитания квалифицированных человеческих ресурсов, необходимых в промышленном, горнодобывающем, сельскохозяйственном секторах и в сфере обслуживания, в 1992 г. был создан Всеобщий научно-практический университет.
Б. Негосударственный сектор.
В целях увеличения доли участия общества в предоставлении услуг в сфере высшего образования и уменьшения финансовой нагрузки государства в данной области, а также вследствие растущих запросов общества на получение высшего образования в Иране в негосударственном секторе были созданы университеты и прочие учреждения следующих типов:
1. Свободный исламский университет. Первый после Исламской революции негосударственный университет был создан в 1982 г. и получил название Свободный исламский университет. В первые годы своей деятельности Свободный исламский университет развивался за счёт инфраструктуры (земля, здания, оборудование, аудитории), предоставляемой в их распоряжение руководителями регионов и благотворителями. В настоящее время этот университет действует в 110 городах страны.
2. Негосударственные некоммерческие учреждения высшего образования. Опыт Свободного исламского университета, растущие запросы молодёжи на получение высшего образования, а также стремление негосударственного сектора участвовать в системе высшего образования страны привели к тому, что в 1985 г. Высший совет культурной революции принял закон о создании негосударственных некоммерческих университетов и учреждений высшего образования.

В. Дистанционное (удалённое) обучение.
В 1987 г. был создан  университет «Пайам-е нур», имеющий особую, отличную от образовательной системы существующих университетов, структуру. Целью создания этого университета было повышение образовательного и культурного уровня общества, распространение высшего образования в самых отдалённых уголках страны, возможность доступа к системе высшего образования большего числа способных абитуриентов, создание возможностей для продолжения образования работающим и женатым абитуриентам, частичное удовлетворение потребностей общества в специалистах, а также эффективное использование интеллектуального потенциала. Университет имеет 147 центров по всей стране. Количество студентов университета в 1998/1999 учебном году превысило 146 990 человек.

## Приём студентов
А. Приём студентов в государственном секторе.
Ввиду огромного количества желающих поступить в государственные университеты и учреждения высшего образования в целях реализации социальной справедливости, отбора самых достойных студентов и предоставления возможности получения высшего образования только способным абитуриентам приём студентов на направления бакалавриата и магистратуры осуществляется централизованно, а в аспирантуру — централизованно и полуцентрализованно. В соответствии со стандартами проведения всеобщего экзамена для поступления в университеты и учреждения высшего образования абитуриенты должны воспользоваться квотой того региона, в котором они получили среднее образование (региональная трёхуровневая квота, квота для инвалидов войны, квота для членов семей воинов, погибших во время войны, квота участников боевых действий и квота военнопленных). Абитуриенты, воспользовавшиеся квотами, согласно существующим правилам, берут на себя обязательства по будущему трудоустройству.
Б. Приём студентов в негосударственном секторе.
Обучение в  Свободном исламском университете ведётся в дневной и вечерней формах. Этот университет проводит три самостоятельных приёмных экзамена (при поступлении на медицинские специальности, при поступлении на прочие специальности за исключением медицинских, при поступлении на вечернюю форму обучения).

## Уровни высшего образования
В Иране существуют следующие уровни высшего образования: специалитет, бакалавриат, магистратура, ординатура и аспирантура.
Специалитет: количество модулей 68—72, срок обучения, как правило, 2 года.
Бакалавриат: количество модулей 130—145, срок обучения, как правило, 4 года.
Магистратура: количество модулей в независимой магистратуре — 28—32, в непрерывной магистратуре 172—182, срок обучения в непрерывной магистратуре 6 лет, в независимой магистратуре — 2 года.
Аспирантура: количество модулей 42—50 (образовательные и исследовательские), срок обучения — 4/5 лет.

## Учебные программы
Планирование в системе высшего образования Ирана возложено на Высший совет по планированию, в состав которого входят 9 групп планирования, 68 специализированных комитетов, 3 постоянных комиссии и около 470 членов. Процесс обучения в университетах и учреждениях высшего образования организован по модульному принципу, в рамках которого объём каждой дисциплины оценивается исходя из количества модулей в ней, а выбор студентов в пределах одной дисциплины ограничивается самой этой дисциплиной. Обладатели диплома о среднем образовании после успешного прохождения подготовительного курса могут поступать в университеты и прочие учреждения высшего образования.
В бакалавриате дисциплины любого направления по содержанию делятся на 4 группы: общие, базовые, основные и специальные. Университетские дисциплины в основном носят обязательный, а частично элективный характер. В 2000 г. университетам были предоставлены прерогативы в планировании учебного процесса.

## Научные сотрудники
Обладатели диплома кандидата наук, независимо от пола и религиозной принадлежности (мусульманин, христианин, иудаист, зороастриец), могут быть приняты на работу в университеты и прочие учреждения высшего образования. Сотрудники исследовательских учреждений обязаны заниматься исследовательской работой от 24 до 36 часов. Кроме того, не более 4 часов из этого времени они могут тратить на преподавательскую деятельность.